# Anzelm Brodziszewski
Anzelm Wojciech Brodziszewski (ur. 17 kwietnia 1779, zm. 10 sierpnia 1866 w Gnieźnie) – polski duchowny rzymskokatolicki. W 1841 mianowany biskupem pomocniczym gnieźnieńskim i biskupem tytularnym Themiscyra. Święcenia kapłańskie przyjął w 1801.

## Literatura dodatkowa
- M. Sołomieniuk, Biskup Wojciech Anzelm Brodziszewski i jego intuicje naukowe, [w:] K. Święcicki (red.), Europa Środkowa i Wschodnia jako przestrzeń spotkania. Na szlakach tradycji kultury, Gniezno 2012, s. 41–51.